# Frieder Berres
Friedrich Josef „Frieder“ Berres (* 23. Juli 1928 in Bonn; † 19. April 2016 in Königswinter) war ein deutscher Heimatforscher, der sich mit der Geschichte seiner Heimatstadt Königswinter und des Siebengebirges beschäftigte.

## Leben und Wirken
Berres wuchs in Königswinter auf und besuchte das Realgymnasium (heutiges Siebengebirgsgymnasium) in Honnef, an dem er 1950 sein Abitur ablegte. Anschließend studierte er an der Universität Bonn Mathematik, bevor er eine Ausbildung für den gehobenen Postdienst zum Postinspektor absolvierte und schließlich bis zu seiner Pensionierung im Jahre 1989 im Range eines Oberamtsrats bei der Deutschen Bundespost tätig war, überwiegend und zuletzt im Bundesministerium für das Post- und Fernmeldewesen.
Berres setzte sich in zahlreichen Veröffentlichungen mit der Geschichte seiner Heimatstadt und -region auseinander, teils mit wissenschaftlichem Anspruch, und betätigte sich auch als Amateurfotograf. Er war Vorstandsmitglied des Heimatvereins Siebengebirge und Beirat des Siebengebirgsmuseums. Im August 2000 wurde er für sein Wirken als Heimatforscher mit dem Rheinlandtaler ausgezeichnet. Seine Beisetzung erfolgte auf dem Friedhof Am Palastweiher.

## Veröffentlichungen
- Der Rhein im Siebengebirgsbereich (Oberwinter bis Niederdollendorf): sein Ausbau zur Schiffahrtsstraße mit Betrachtungen über Schiffahrt, Fischerei, Häfen und Wasserführung sowie Anmerkungen zum Römerhafen oberhalb von Königswinter. In: Heimatverein Siebengebirge (Hrsg.): Streiflichter aus dem Siebengebirge [Festschrift 1926–1986]. Königswinter 1986, S. 225–252.
- (mit Heinrich Blumenthal) Heimatverein Siebengebirge (Hrsg.): Königswinter am Rhein – eine Stadt ändert sich. Landschaft, Straßen, Häuser und Einrichtungen der Altstadt im Wandel der Zeit. Königswinter 1988.
- Heimatverein Siebengebirge (Hrsg.): Die Steinbrüche und der Hafen der Römer am Drachenfels in Königswinter: Versuch der Einordnung eines lokalen Befundes in die Gesamtsituation von Schiffahrt und Häfen zur Römerzeit. Königswinter 1992.
- (mit Christian Kieß) Heimatverein Siebengebirge (Hrsg.): Siebengebirge. Naturpark – Orte – Sehenswertes [Bildband]. Rheinlandia Verlag, 2. Auflage, Siegburg 1994, ISBN 978-3-925551-72-7.
- St.-Josef-Krankenhaus (Hrsg.): 150 Jahre Krankenhaus in Königswinter 1845–1995. Ein Beitrag zur Geschichte der Krankenfürsorge. Rheinlandia Verlag, Siegburg 1995, ISBN 978-3-925551-92-5.
- Die Regulierung des Rheins auf dem Stromabschnitt Bad Honnef–Königswinter. In: Jahrbuch des Rhein-Sieg-Kreises 1996, ISSN 0932-0377, Rheinlandia Verlag, Siegburg 1995, ISBN 3-925551-94-8, S. 60–74.
- Heimatverein Siebengebirge (Hrsg.): Gesteine des Siebengebirges: Entstehung – Gewinnung – Verwendung. Rheinlandia Verlag, Siegburg 1996, ISBN 978-3-931509-11-8.
- (mit Christian Kieß) Heimatverein Siebengebirge (Hrsg.): Bad Honnef [Bildband]. Rheinlandia Verlag, Siegburg 1997, ISBN 978-3-931509-46-0.
- Kapitän Karl Spindler. Erinnerungen an einen außergewöhnlichen Königswinterer Bürger, der in die Seekriegsgeschichte einging. In: Jahrbuch des Rhein-Sieg-Kreises 1998, ISSN 0932-0377, Rheinlandia Verlag, Siegburg 1997, ISBN 3-931509-38-9, S. 98–114.
- Die Lokalbootwerften von Königswinter. In: Manfred van Rey, Ansgar Sebastian Klein (Hrsg.): Königswinter in Zeit und Bild, Band I, 10. Teillieferung, Königswinter 1998.
- Die Entstehung der Lokalschiffahrt auf dem Rhein. Die Königswinterer Lokalbootswerften und die Lokalschiffahrt in alter und neuer Zeit. In: Jahrbuch des Rhein-Sieg-Kreises 1999, ISSN 0932-0377, Rheinlandia Verlag, Siegburg 1998, ISBN 3-931509-78-8, S. 91–104.
- Königswinterer Rheinbade- und Schwimmanstalten. In: Manfred van Rey, Ansgar Sebastian Klein (Hrsg.): Königswinter in Zeit und Bild, Band II, 11. Teillieferung, Königswinter 1998.
- 2000 Jahre Schiffahrt am Siebengebirge. Versuch der geschichtlichen Aufarbeitung eines Gewerbes, seiner Schiffervereinigungen und seines Umfeldes in alter und neuer Zeit (= Stadt Königswinter, Der Bürgermeister: Königswinter in Geschichte und Gegenwart, Band 6). Königswinter 1999.
- Heinrich von Dechen, Dr. Hugo Laspeyres: Erinnerung an zwei Persönlichkeiten, die wesentlichen Anteil an der Erforschung und Erschließung des Siebengebirges hatten. In: Jahrbuch des Rhein-Sieg-Kreises 2001, ISSN 0932-0377, Rheinlandia Verlag, Siegburg 2000, ISBN 3-935005-08-3, S. 30–33.
- Die Hochwassersituation in der Siebengebirgsgegend. In: Jahrbuch des Rhein-Sieg-Kreises 2002, ISSN 0932-0377, Rheinlandia Verlag, Siegburg 2001, ISBN 3-935005-19-9, S. 42–48.
- Die Fährglocke der Königswinter II, ein Diebstahl zum Lob und Ruhme Gottes; Ohm Hein und seine Ziegen; Kälte kann schmerzhaft sein; Abitur unter erschwerten Umständen; Interimsbeschäftigungen eines Oberschülers im Sommer 1945; Aufbruch in die Freizeit- und Erlebniswelt; Bundestagswahl 1957, Erlebnisse eines Wahlhelfers. In: Heimatverein Siebengebirge, Heinrich Blumenthal (Hrsg.): Aufbruch: Der Siebengebirgsraum 1945 bis 1955. Rheinlandia Verlag, Siegburg 2001, ISBN 3-935005-13-X, S. 80–81, 92–95, 116–118, 122–123, 139–143, 148–149, 157–158.
- Unvergessene Schleppschifffahrt: Entstehung und Untergang einer speziellen Betriebsart der Rheinschifffahrt. In: Jahrbuch des Rhein-Sieg-Kreises 2003, ISSN 0932-0377, Rheinlandia Verlag, Siegburg 2002, ISBN 978-3-935005-52-4, S. 128–137.
- Die dampfbetriebene Personenschifffahrt auf dem Rhein: ihre Bedeutung für die Orte am Siebengebirge. In: Jahrbuch des Rhein-Sieg-Kreises 2005, ISSN 0932-0377, Rheinlandia Verlag, Siegburg 2004, ISBN 978-3-935005-88-3, S. 50–56.
- Heimatverein Siebengebirge (Hrsg.): Der „Römerhafen“ am Drachenfels. Ein Sachstandsbericht über Ansichten zu einem Bodendenkmal, das es nie gegeben hat. Rheinlandia Verlag, Siegburg 2005, ISBN 978-3-938535-00-4.
- Die Dampferstation Königswinter. In: Manfred van Rey, Ansgar Sebastian Klein (Hrsg.): Königswinter in Zeit und Bild, Band II, 13. Teillieferung, Königswinter 2005.
- Professor Hugo Laspeyres. In: Manfred van Rey, Ansgar Sebastian Klein (Hrsg.): Königswinter in Zeit und Bild, Band II, 15. Teillieferung, Königswinter 2006.
- Die Gesteine des Siebengebirges – Gewinne und Verwendung. In: Verschönerungsverein für das Siebengebirge (Hrsg.): Das Siebengebirge – geschützt und genutzt. Gestern – Heute – Morgen. SZ-Offsetdruck-Verlag, Siegburg 2009, ISBN 978-3-932436-18-5, S. 215–230.